# كارلوس مالدونادو
كارلوس مالدونادو (بالإسبانية: Carlos Maldonado)‏ هو لاعب كرة قاعدة بنمي، ولد في 18 أكتوبر 1966 في Chepo, Panamá Province ‏ في بنما.

## وصلات خارجية
- كارلوس مالدونادو على موقع دوري كرة القاعدة الرئيسي (الإنجليزية)
- كارلوس مالدونادو على موقعبيزبول رفرنس.كوم (الدوري الرئيسي) (الإنجليزية)